# Вільча (Поліський район)
Ві́льча — селище міського типу, все населення якого було виселено внаслідок аварії на ЧАЕС. Входило до складу Поліського району та підпорядковувалось колишній Вільчанський селищній раді (нині на території Чорнобильської зони відчуження в межах Вишгородського району), розташоване неподалік від кордону з Білоруссю за 157 км від Києва та 35 км від Чорнобильської АЕС.Тут і досі проживає всього 3 людини.

## Опис
Вільча сформувалася на основі давніших хуторів Олексіївка та Становище.
Наприкінці XIX століття виник хутір Олексіївка, що входив до складу Христинівської волості Овруцького повіту Волинської губернії. У хуторі налічувалося 40 дворів та 218 жителів. Із ліквідацією губернського та повітового устрою 7 березня 1923 року увійшов до складу Овруцького району Коростенської округи як центр однойменної сільської ради. 22 лютого 1924 передано до складу Народицького району. 5 лютого 1933 року Олексіївка передана до складу Хабенського району, отримала статус села. Нині західна частина Вільчі.
На початку ХХ століття виникає хутір Становище. Як і Олексіївка, входив до складу Христинівської волості Овруцького повіту Волинської губернії. Із ліквідацією губернського та повітового устрою 7 березня 1923 року увійшов до складу Овруцького району Коростенської округи у складі Олексіївської сільської ради. 22 лютого 1924 передано до складу Народицького району. 5 лютого 1933 року увійшло до складу Хабенського району. Нині окрема від решти забудови північна частина Вільчі.
10 травня 1958 року видано рішення виконавчого комітету Київської обласної ради депутатів трудящих № 347 «Про уточнення обліку населених пунктів Київської області», де у пункті «г) включити в облікові дані адміністративно-територіального поділу новоутворені або раніш не враховані населені пункти» по Поліському району включено в облікові дані «селище Вільча Олексіївської сільської ради». Назва, ймовірно, пов'язана із річкою Вялча, яка бере початок поблизу селища. Олексіївська сільська рада на той час існувала у складі таких поселень: с. Олексіївка, селище Вільча, с. Становище.
15 серпня 1958 рішенням виконавчого комітету Київської обласної ради депутатів трудящих № 658 «Про адміністративно територіальні зміни»: село Олексіївка і селище Вільча Поліського району були об'єднані в один населений пункт — Вільча, з віднесенням його до категорії селищ міського типу, підпорядкувавши Вільчанській селищній раді селище Становище. Олексіївська сільська рада цим рішенням була ліквідована.
Згідно книги «Історія міст і сіл УРСР. Київська область» (1971): «Вільча — селище міського типу (з 1958 р.), розташоване за 17 км від районного центру. Залізнична станція. Населення — 2200 чоловік. Селищній раді підпорядковано населений пункт Становище. У Вільчі розміщені бригада колгоспу ім. Ілліча, відділок радгоспу „Хабне“, деревообробний та лісопильний заводи. У селищі є середня й початкова школи, два клуби, три бібліотеки, лікарня».
Після аварії, протягом 1993-96 років більшість жителів села переселилися до Харківської області, де заснували населений пункт з такою ж назвою — Вільча.
Дещо раніше, 10 березня 1994 року на 16 сесії ХХІ скликання прийнято рішення Київської обласної ради народних депутатів «Про часткові зміни в адміністративно-територіальному устрої окремих районів області», відповідно до якого в адміністративно-територіальний устрій окремих районів внесено такі зміни: у Поліському районі ліквідована Новомирська сільська рада, а села Новий Мир та Буда-Варовичі передані у підпорядкування Вільчанській селищній раді.
8 серпня 1996 року рішенням Київської обласної ради № 74-07 «Про часткові зміни в адміністративно-територіальному устрої Поліського району» Поліській селищній раді підпорядковане селище міського типу Вільча Вільчанської селищної ради. Вільчанська селищна рада ліквідована.
12 травня 1999 року видано рішення Київської обласної ради № 100-06 «Про часткові зміни в адміністративно-територіальному устрої окремих районів області», відповідно до якого у Поліському районі виключені з облікових даних населені пункти, які не підпорядковані радам, з-поміж інших і селище Становище. А 19 серпня 1999 року прийнято рішення Київської обласної ради № 138-08 «Про часткові зміни в адміністративно-територіальному устрої окремих районів області», відповідно до якого з облікових даних виключене селище міського типу Вільча.
Зараз через село проходить автодорога на Мозир та діє міждержавний пункт пропуску Вільча — Олександрівка.
24 лютого 2022 року під час російського вторгнення в Україну на пункті пропуску «Вільча» відбувся бій з російськими військами.
З лютого по квітень 2022 року селище було окуповане російськими військами внаслідок вторгнення 2022 року.

### Промисловість
У селі знаходиться нелегальний цех із виробництва дерев'яних палетів для опалення. Він належить дружині заступника керівника Нацполіції України Ігоря Купранця. Компанія «Енівей» не має дозволу на діяльність у Чорнобильській зоні, проте цех діє на території села з 2014 року.

## Відомі уродженці
- Афонін Олександр Васильович — український громадський діяч у сфері книговидання.
- Титенок Микола Іванович — ліквідатор аварії на ЧАЕС, Герой України.

## Галерея

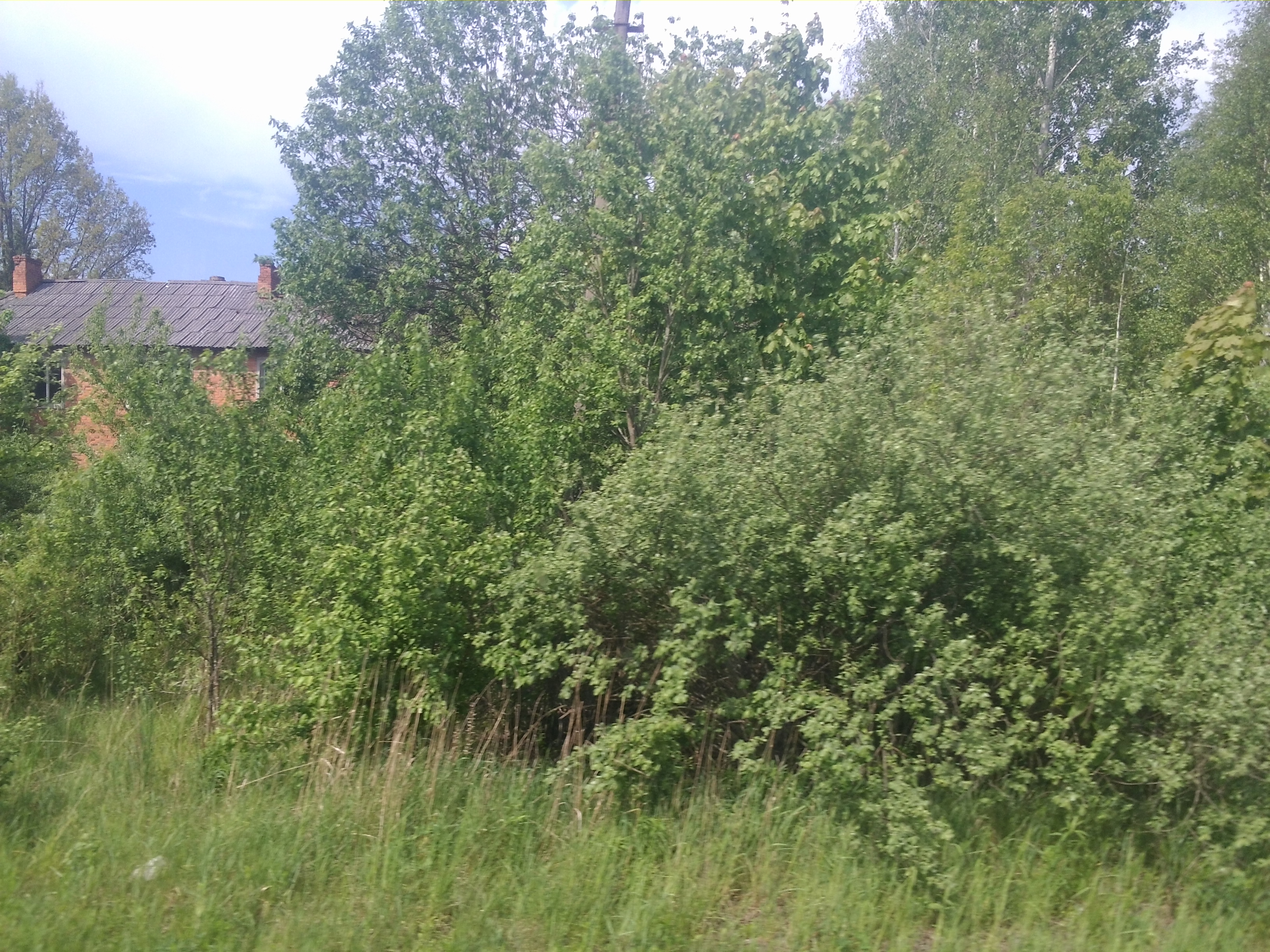
Закинута будівля
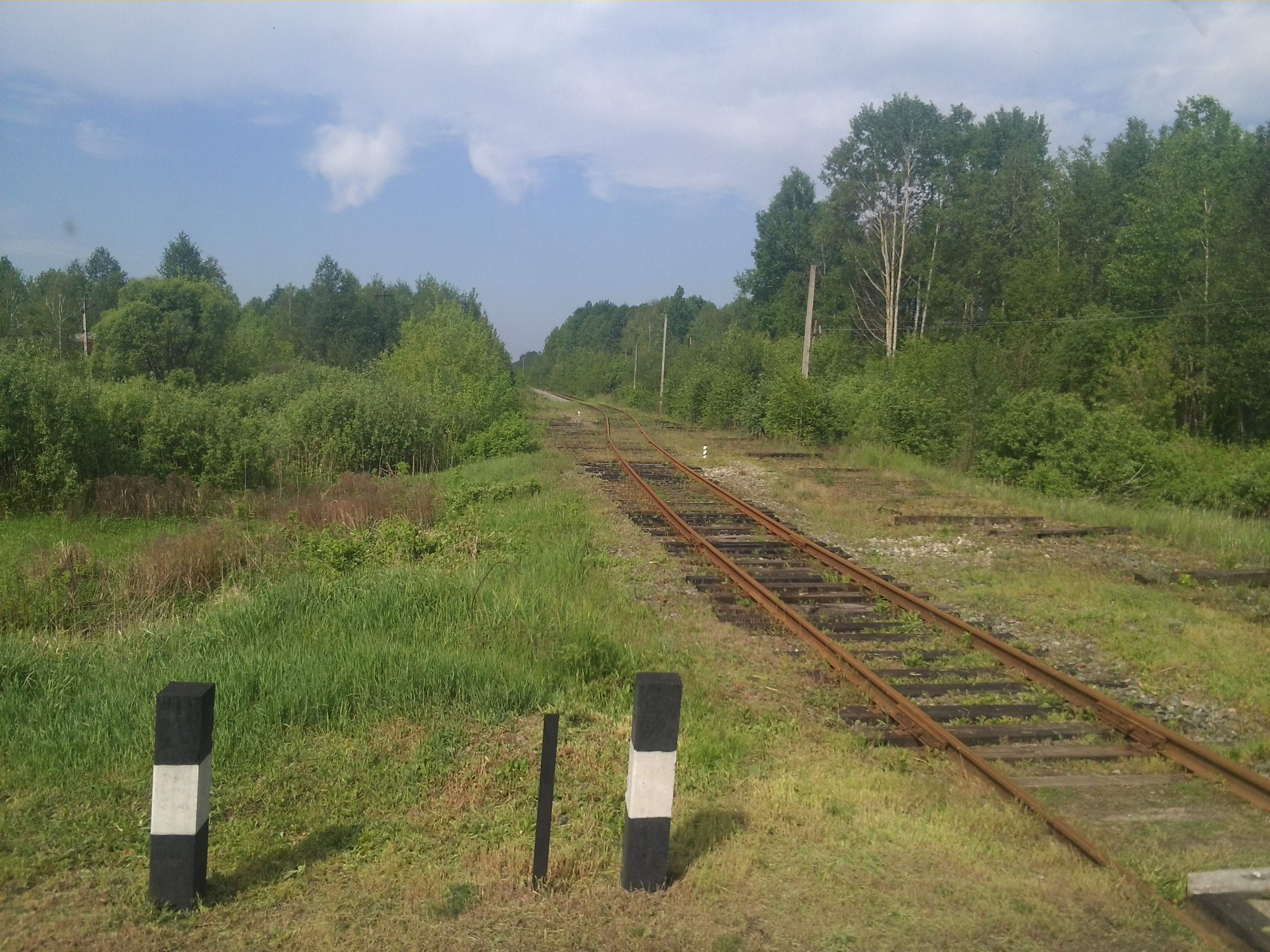
Залізничний переїзд
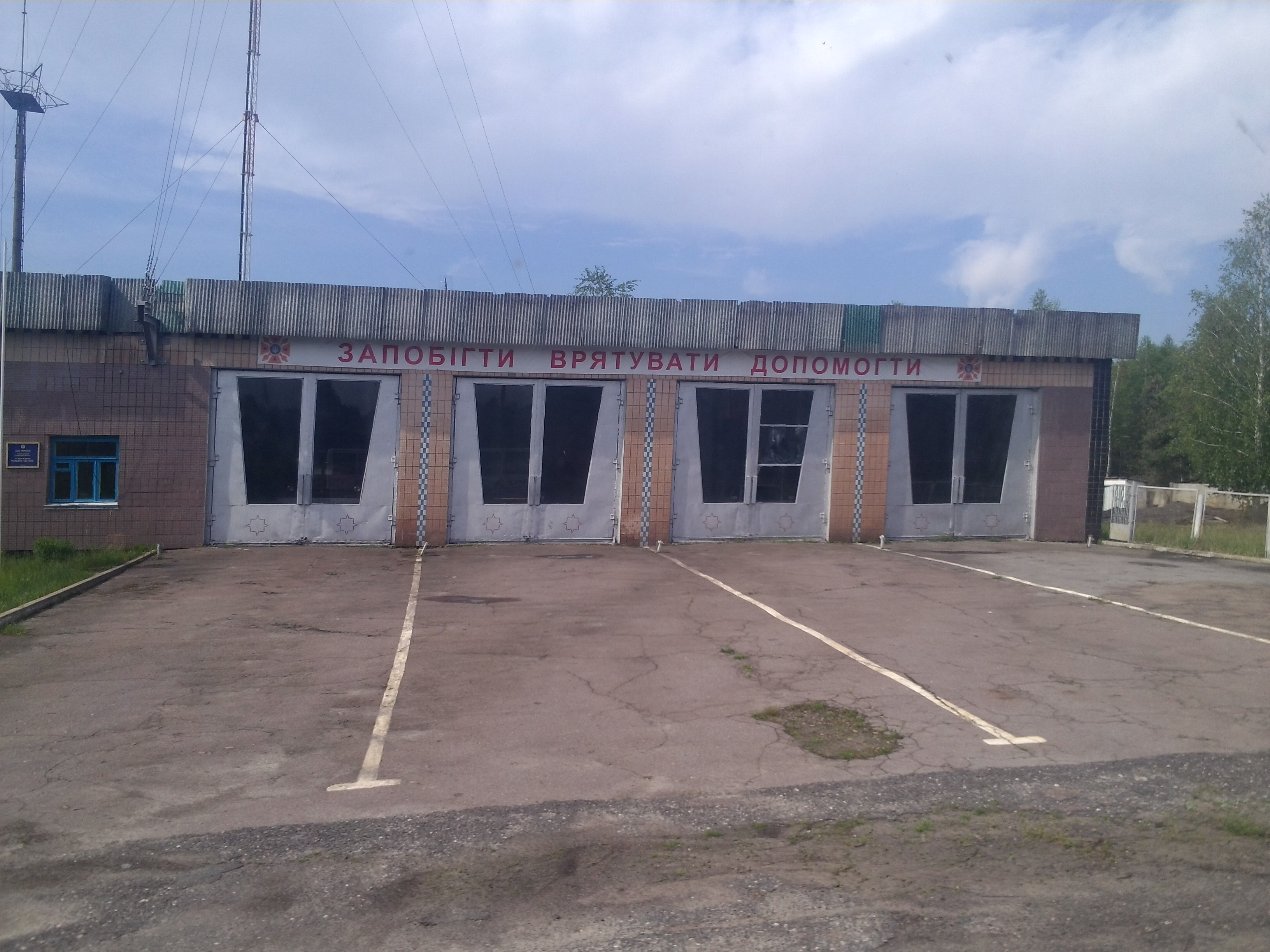
Пожежна частина
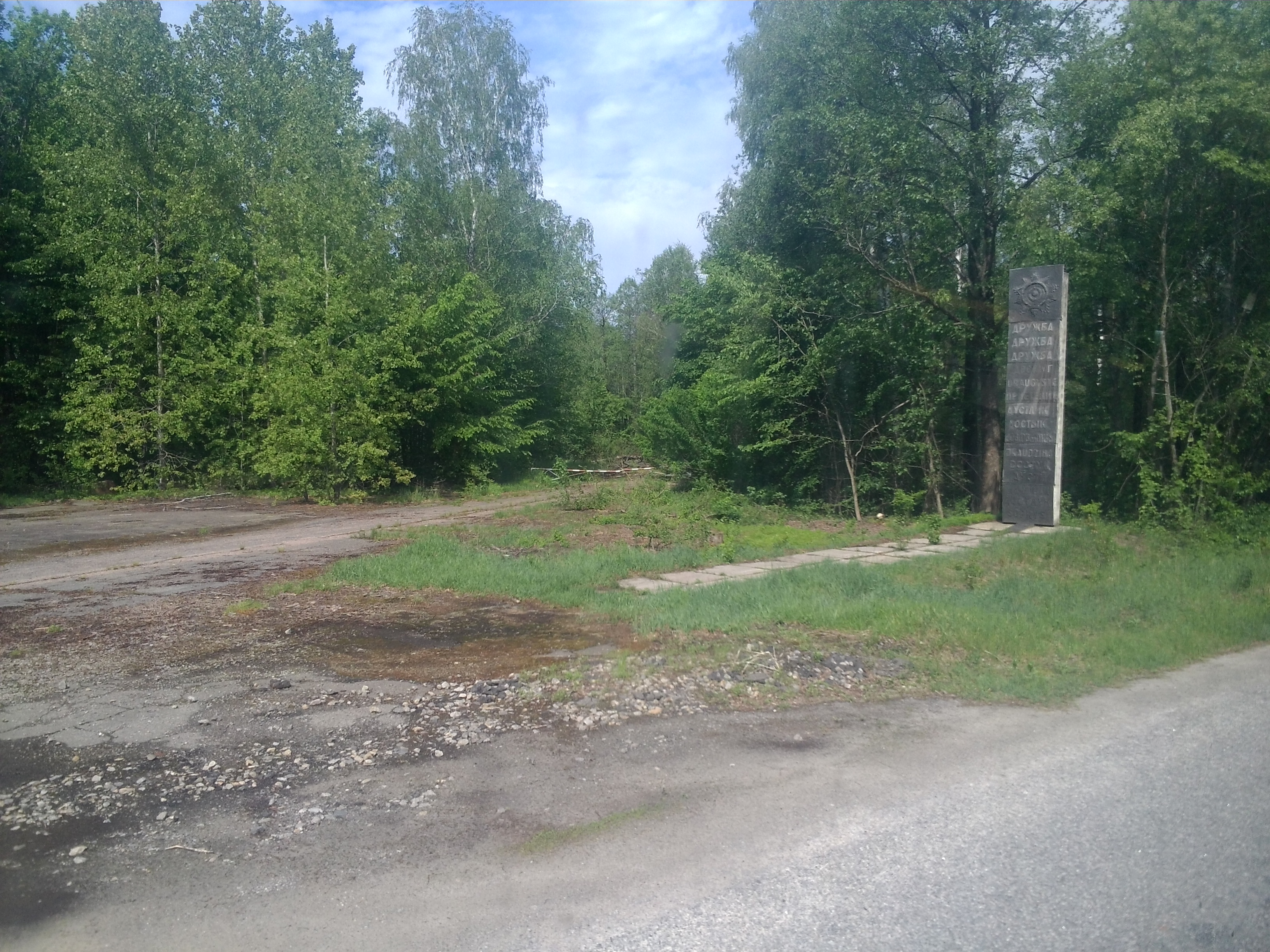
Монумент Дружби (розташований за пунктом пропуску через державний кордон)
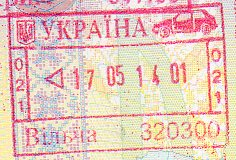
Штамп міждержавного автомобільного пункту пропуску "Вільча"